# Verarmd uranium

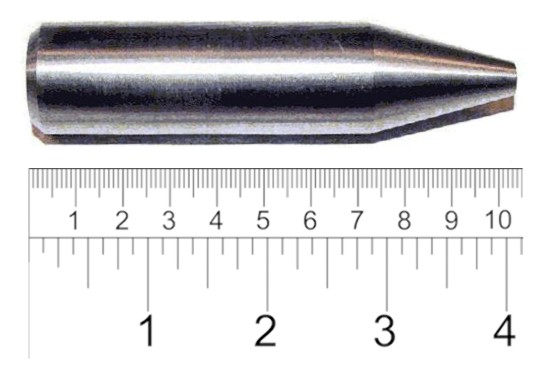
Munitie van verarmd uranium voor de A-10 Thunderbolt II. Maten in centimeter en inches.

Verarmd uranium is een afval- of bijproduct van de nucleaire industrie. Het ontstaat bij de opwerking van bestraalde kernreactorbrandstof, bij de fabricage van lichtverrijkt uranium voor de productie van kernreactorbrandstof en bij de fabricage van hoogverrijkt uranium voor gebruik in kernwapens.

## Afvalproduct uit de kernenergiesector
Uranium is een zwaar metaal. Het is chemisch toxisch en licht radioactief. Verarmd uranium bestaat vrijwel zuiver uit de isotoop 238U (99,79%). Deze isotoop heeft een heel lange halveringstijd van ongeveer 4,5 miljard jaar.
Bij vrijwel alle verrijkingsmethoden wordt 'natuurlijk uranium' (het concentraat uit uraniumertsen) gebruikt in de vorm van uraniumhexafluoride ('hex', UF6), een gasvormige verbinding. Het product dat daarbij ontstaat is verrijkt UF6 en het bijproduct is verarmd UF6 (D-UF6). Het verrijkt uranium wordt, nadat het is omgezet in een vaste verbinding, geschikt gemaakt voor gebruik als brandstof in een kernreactor, of voor kernwapens. Verarmd uranium, het bij- of afvalproduct, wordt vooral opgeslagen als UF6. De Verenigde Staten en Rusland beschikken over uitgestrekte opslagplaatsen vol met cilinders die UF6 bevatten.
Bij het verrijkingsproces wordt het gehalte aan splijtbaar materiaal (235U) verminderd. Vandaar het woord “verarmd”. De percentages per massa en activiteit van de isotopen 234U, 235U en 238U waaruit verarmd uranium is samengesteld, kunnen variëren naargelang het aangewende technologische proces (gasdiffusie, ultracentrifuge). 236U is een (niet van nature voorkomende) isotoop die in verarmd uranium kan voorkomen wanneer verarmd uranium afkomstig is van de opwerking van verbruikte brandstofelementen uit kernreactoren. Door deze opwerking is 236U potentieel besmet met sporen van andere radioactieve elementen.
| Isotoop | (Ci/g)µ | Verarmd uranium per gewicht% (Ci/g)µ | Natuurlijk uranium per gewicht% (Ci/g)µ |
| ------- | ------- | ------------------------------------ | --------------------------------------- |
| 238U    | 0,333   | 0,332                                | 0,331                                   |
| 236U    | 63,6    | 0,0001                               | 0                                       |
| 235U    | 2,2     | 0,0044                               | 0,051                                   |
| 234U    | 6200    | 0,093                                | 0,310                                   |
| Totaal  |         | 0,4295                               | 0,692                                   |

Tabel: Vergelijking van de relatieve bijdrage van uraniumisotopen (specifieke activiteit). In deze tabel is de bijdrage van de dochterproducten (die ontstaan door het radioactief verval) niet inbegrepen.
Het is onwaarschijnlijk dat 236U de radioactiviteit van zuiver verarmd uranium significant verhoogt. Indien 236U in verarmd uranium aanwezig is met een concentratie van 30 delen per miljoen, dan zouden er 3 microgram van 236U zitten in één gram verarmd uranium, wat voor 70 alfadeeltjes per seconde extra zorgt. Vergeleken met de meer dan 15 000 alfadeeltjes die per seconde worden uitgezonden door één gram onbesmet verarmd uranium, is deze extra radioactiviteit van 236U verwaarloosbaar.
In tegenstelling tot uranium in erts of tot het van nature voorkomende uranium, is verarmd uranium een geconcentreerd product. De radioactiviteit van verarmd uranium is daardoor per massaeenheid honderd keer zo hoog als van het uranium in erts. Daartegenover is verarmd uranium maar 0,6 keer zo radioactief als het industriële concentraat 'natuurlijk uranium'.

## Opmerkelijke eigenschappen
Na de omzetting van verarmd UF6 naar vast verarmd uranium heeft het metaal een zilverwitte kleur. Door rechtstreeks contact met de lucht oxideert het snel en verandert de kleur in zwart. Verarmd uranium smelt bij een temperatuur van 1132 °Celsius. Het bezit tevens zelfontbrandende eigenschappen. Zelfontbranding betekent dat het chemisch heel reactief is. In de vorm van poeder kan het reageren met de zuurstof in de lucht en spontaan ontbranden. Brandhaarden met verarmd uranium zijn heel moeilijk te doven.

## Civiele toepassingen
Terwijl verarmd uranium niet rechtstreeks in kernreactorbrandstof kan worden aangewend, kan het als een vruchtbaar materiaal in een kweekreactor worden gebruikt om plutonium-239 te vervaardigen. Als het plutonium eenmaal geëxtraheerd is, kan het vermengd worden met verarmd uranium teneinde MOX (mixed oxide) reactorbrandstof te maken (typisch 6% plutonium en 94% verarmd uranium).
Verarmd uranium kan vermengd worden met voor kernwapens geschikt hoogverrijkt uranium (HEU) om commerciële reactorbrandstof te produceren.
In tandporselein werd natuurlijk - en verarmd - uranium tot de vroege jaren 80 wijd en zijd gebruikt om een natuurlijke kleur en fluorescentie te verkrijgen van kunsttanden en delen van kronen.
Verarmd uranium wordt verder toegepast in:
- röntgenbuizen
- pigmenten
- chemische katalysators
- stralingsdetectie en afscherming tegen röntgen- en gammastraling bij medische en industriële toepassingen.[7] Zo vindt verarmd uranium in vaste vorm toepassing als afschermingsmateriaal in de collimator van de onderzoeksdeeltjesversneller Varian 4/80.[8] Ook worden technetiumgeneratoren afgeschermd met verarmd uranium.
- neutronendetectoren
- contragewicht in de staart van commerciële vliegtuigen zoals de DC-10, de KC-135 en de Boeing 747; vanaf 1981 werd het verarmd uranium van de contragewichten van de nieuwe Boeing 747 productielijn vervangen door wolfraam.[9]
- gyroscopen en andere elektromechanische balansgewichten
- kielen van zeilboten[10]
- toestellen voor balans- en trillingsbeheersing (rol- en hoogteroeren) van vliegtuigen (zowel civiel als militair)[11]
- uiteinden van rotorbladen in bepaalde helikopters (Boeing-productielijn tot het jaar 1979)[11]
- wanden van vaten voor kernsplijtingsafval van kerncentrales
- scheepscontainers voor afscherming van radio-isotopen, verbruikte kernbrandstofstaven en radioactief ziekenhuismateriaal.

De hierboven genoemde toepassingen van verarmd uranium verbruiken maar een fractie van de grote voorraden van verarmd uranium.

## Militaire toepassingen
Verarmd uranium vindt toepassing in bepantsering - onder meer van de Amerikaanse Abrams-tank - en verder in pantserdoordringende projectielen. Voor deze doeleinden is het heel geschikt doordat het een buitengewoon zwaar metaal is (soortelijke massa 19,1 Mg/m³; ter vergelijking: voor lood is dit 11,35 Mg/m³) waar zware projectielen van kunnen worden gemaakt die veel kinetische energie in een klein pakketje kunnen overbrengen. Het verarmd uranium in de door de VS gebruikte staafpenetrators (staafvormige kern in een projectiel) bevat nog 0,2% 235U en 0,0008% 234U. De penetrators die door het Pentagon worden gebruikt bestaan verder uit 0,75% titanium, 10% aluminium en 5% ijzer.
De M86- en ADAM-landmijnen bevatten elk 0,101 gram verarmd uranium als katalysator voor de ontsteking.

## Toxicologie en veiligheid

### Bewezen kankerverwekker bij de mens
Verarmd uranium gedraagt zich chemisch en toxicologisch op dezelfde wijze als de metaalvorm van natuurlijk uranium.
Sinds 2009 heeft het U.N. International Agency for Research on Cancer (IARC) alle radioactieve substanties (waaronder verarmd uranium) die alfadeeltjes uitzenden geklasseerd in de Groep 1-categorie van bewezen kankerverwekkers bij mensen. In een persbericht uit 2001 wees het IARC er reeds op dat “de radioactiviteit van verarmd uranium hoofdzakelijk vervalt door de uitzending van alfadeeltjes die de huid van buitenaf niet kunnen doordringen, en dat, wanneer verarmd uranium ingeademd wordt of in het lichaam opgenomen wordt, de alfastraling interne lichaamscellen (die gevoeliger zijn voor de ioniserende effecten van alfastraling) kan aantasten. Blootstelling aan de alfa- en bètastraling van ingeademde onoplosbare deeltjes van verarmd uranium kan daardoor schade toebrengen aan longweefsel en de waarschijnlijkheid van longkanker doen toenemen. Overeenkomstig zorgt de absorptie in het bloed en het verblijf in andere organen, waaronder het skelet, voor een bijkomend risico op kanker in deze organen, afhankelijk van het niveau van stralingsblootstelling.”
Volgens een NAVO-handleiding uit 1992 hangt de aard van de effecten ingevolge inademing af van de chemische en fysische vorm van het verarmd uranium. "De inademing van onoplosbare vormen van uranium kan in de organische vloeistoffen een toestand bewerkstelligen waarin het radiologisch effect opweegt tegenover de chemische toxiciteit. Deze toestand is te wijten aan het potentieel schadelijke effect van alfastraling op de longweefsels." De auteurs wijzen erop dat "op de lange termijn het effect waarschijnlijk zwak zal zijn, maar niet helemaal verwaarloosbaar."

### Besmettingsrisico is significant bij ontwikkeling van aerosolen
Volgens professor Randall R. Parrish van het Britse NERC Isotope Geoscience Laboratory is bij mensen de aerosolblootstellingsroute van cruciaal belang voor de vaststelling van het gevaar voor de gezondheid. Blootstelling, via de ademhaling, aan relatief onoplosbare deeltjes van oxiden van verarmd uranium zou een potentieel lange-termijnreservoir vertegenwoordigen van interne alfa-vervalactiviteit die schade aan cellen kan veroorzaken. Hoewel aanzienlijke hoeveelheden van zowel oplosbaar als onoplosbaar (niet geconcentreerd) natuurlijk uranium regelmatig wordt opgenomen via voedsel of drank, wordt weinig van dit uranium geabsorbeerd in de bloedstroom.
Bij laboratoriumexperimenten met dieren of met celculturen, blijken hoge doses van verarmd uranium celschade te veroorzaken en bepaalde lichaamsfuncties te verzwakken, cytotoxisch te zijn en chromosoomafwijkingen te veroorzaken. Maar pogingen om de schadelijkheid van verarmd uranium vast te stellen voor de menselijke gezondheid worden ten dele gecompliceerd door het gebrek aan nauwkeurige vaststellingen van blootstelling; niettegenstaande de potentiële ontoereikendheid van de bestaande screening voor blootstelling aan verarmd uranium. Terwijl het wijdverbreide gebruik van verarmd uranium aanvaard is, is het wegens gebrek aan bewijs voor substantiële verarmd uraniumbesmetting van individuen via ademhaling of ingestie, niet duidelijk of verarmd uranium een rol heeft gespeeld in het Golfoorlogsyndroom. Volgens professor Parrish is het waarschijnlijker dat cytotoxische, clastogene en teratogene effecten lange-termijnresultaten zijn van lange-termijnblootstelling aan straling van laag niveau en van chemisch toxische effecten van verarmd uranium.
Ingeademde aerosolen van verarmd uranium zijn volgens een aantal onderzoekers wel erkend als een duidelijk gevaar voor de menselijke gezondheid. Verarmd uranium is mogelijk ten dele verantwoordelijk voor de ziekten in zowel militaire als civiele bevolkingen die mogelijk bloot stonden aan verarmd uranium.

### Lange-termijnblootstelling bij mensen
Er bestaat een beperkt aantal onderzoeken van oorlogsveteranen van wie bewezen is dat ze besmet raakten met verarmd uranium en die tijdens of na hun militaire dienst een reeks van ziektesymptomen vertoonden. Een studie van arbeiders en omwonenden van een fabriek in Colonie (Albany, NY, V.S.) die tot in 1982 munitie met verarmd uranium produceerde, toonde aan dat, twintig jaar na besmetting, de onoplosbare deeltjes verarmd uranium nog steeds in het lichaam van de besmette mensen aanwezig waren. Vele jaren lang kunnen de keramische deeltjes van verarmd uranium in de taaie weefsels van de longen en van andere organen zoals de nieren verblijven. Het zet zich af in de botten waar het 25 jaar schade kan aanrichten.
Wat de mens betreft bestaan er nog wetenschappelijke onzekerheden over het oorzakelijk verband tussen de besmetting met verarmd uranium en het ontstaan van ziekten, wanneer het gaat om de doses van verarmd uranium die bij militair gebruik vrijkomen.

### Vermenging van verarmd uranium met andere metalen
Wanneer verarmd uranium verbrandt komen stofdeeltjes van verarmd uranium vrij in de lucht. Dit is het geval wanneer projectielen met verarmd uranium afgevuurd worden op gevechtstanks. Terwijl het projectiel door de tankwand dringt zal het projectiel zichzelf aanscherpen waarbij een deel van het verarmd uranium transformeert tot microscopisch kleine uraniumoxiden (tussen 0,1 en 10 micrometer in diameter) die de omgeving vervuilen. Het is aangetoond dat deze uraniumoxiden door de hitteontwikkeling bij de inslag versmelten met andere metaaldeeltjes afkomstig van de vernielde tank. Zowel tijdens de inslag van een projectiel met verarmd uranium als lange tijd daarna bestaat er een risico op besmetting met deze uraniumdeeltjes.

### Laboratoriumonderzoek met knaagdieren
Er bestaat een beperkt aantal onderzoeken waarbij knaagdieren in een laboratorium langdurig werden blootgesteld aan verarmd uranium. Dr. Alexandra C. Miller van het U.S. Armed Forces Radiobiology Research Institute (V.S.) meldt na tien jaar onderzoek, dat, “hoewel er geen beslissende epidemiologische gegevens voorhanden zijn die blootstelling aan verarmd uranium correleren aan specifieke gezondheidseffecten, dat studies die gebruikmaken van in cultuur gebrachte menselijke lichaamscellen en van laboratoriumknaagdieren steeds weer de mogelijkheid suggereren van leukemie en genetische, reproductieve en neurologische effecten als gevolg van chronische blootstelling aan verarmd uranium.”

### Onderzoek van menselijk longweefsel
In 2007 wees een toxicologisch laboratoriumonderzoek aan de Universiteit van Zuid-Maine (VS) uit, dat chronische blootstelling aan verbindingen van uraniumtrioxide-deeltjes zowel sterfte veroorzaakte bij de structuurcellen van de longen als dat deze onoplosbare uraniumtrioxide-deeltjes schade aan de chromosomen veroorzaakten. Er werd slechts maximaal 5 miljoenste van een gram uranium per vierkante centimeter weefsel gebruikt, en na 24 uren blootstelling aan dit volume hadden de longcellen slechts 1 procent overlevingskans. Op dit moment is er nog weinig bekend over de mechanismen van de vastgestelde effecten.

### Oorzakelijk verband met Golfoorlogsyndroom onduidelijk bij gebrek aan wetenschappelijke gegevens
In juli 1990 bracht het Amerikaanse nucleaire studiebureau Science Applications International Corporation (SAIC) aan het Amerikaanse leger een negatief advies uit over het gebruik van wapens met verarmd uranium op het slagveld. SAIC concludeerde dat milieuproblemen zullen ontstaan wanneer verarmd uranium op het slagveld wordt gebruikt, en dat de aanvaardbaarheid op gezondheids- en milieuvlak van verarmd-uraniumpenetrators zowel een gecontroleerd gebruik vereist als een uitstekend management op het vlak van stralingshygiëne. Volgens het SAIC-rapport zullen oorlogsomstandigheden leiden tot het ongecontroleerd vrijkomen van verarmd uranium. De auteurs benadrukten dat de potentiële graad van blootstelling van het militair personeel op het slagveld onaanvaardbaar zou zijn tijdens operaties in vredestijd. 
Begin 1991 werden projectielen met verarmd uranium voor het eerst massaal gebruikt op het slagveld in de Perzische Golf.
Tot 1993 hadden Amerikaanse soldaten die tijdens een gewapend conflict en erna bij de  opruimingswerken in aanraking komen met verarmd uranium, geen beschikking over adequate beschermingskledij. Een specifieke training ontbrak. Ambtenaren van het leger huldigden destijds de visie dat beschermingsmethoden tijdens een oorlog en andere levensbedreigende situaties kunnen genegeerd worden omdat het gezondheidsrisico van het gebruik van verarmd uranium volgens hen niet opwoog tegenover de andere risico's van een oorlog.  De U.S. Army Chemical School ontwikkelde pas in 1995 trainingsvideo's en lespakketten.
Sinds zijn oprichting in 1993 heeft het Amerikaanse officiële medische opvolgingsprogramma rond verarmd uranium (Baltimore Veterans Affairs DU health surveillance program) 74 van ongeveer 104 tankbemanningsleden ingeschreven. Zij overleefden tijdens de Golfoorlog de friendly fire incidenten die plaatsvonden binnen een tijdspanne van 48 uren in februari 1991.
Terwijl in de eerste jaren van de jaren negentig bewijs opdook dat “duizenden” Golfoorlogveteranen potentieel blootgesteld waren aan verarmd uranium selecteerde het officiële opvolgingsprogramma in 1993 33 veteranen voor de klinische vaststellingen. Een van deze 33 veteranen – besmet met een lage dosis verarmd uranium en zonder metaalscherven in zijn lichaam – had de ziekte van Hodgkin, een heel zeldzaam voorkomende vorm van lymfeklierkanker. Een controlegroep van Golfoorlogsveteranen die niet aan verarmd uranium waren blootgesteld werd in de jaren 1993-1994 niet samengesteld.
Het ontwerp van het opvolgingsprogramma voorspelde in 1993 dat door de kleine groep van opgevolgde veteranen het hoogst onwaarschijnlijk zal zijn dat de studie zal resulteren in definitieve conclusies aangaande het opduiken van kankers. Nadat in 1998 het Amerikaanse officiële kantoor van de speciale assistent voor Golfoorlogsziekten toegaf dat "duizenden" veteranen "onnodig" waren blootgesteld aan verarmd uranium onderzocht het opvolgingsprogramma rond verarmd uranium in 1999 50 veteranen.
Een door het U.S. Department of Veterans Affairs gesponsorde literatuurstudie van het Amerikaanse Institute of Medicine concludeerde in 2008 dat er een gebrek is aan voldoende en relevante wetenschappelijke gegevens om de stelling te kunnen verdedigen dat er wel of niet een oorzakelijk verband bestaat tussen ziekten bij Golfoorlogveteranen en blootstelling aan verarmd uranium.

## Blootstellingsnormen
Het Britse wetenschappelijke instituut The Royal Society berekende dat mensen die werken in of rondom een door verarmd uranium getroffen tank, in het ergste geval na 10 uur blootstelling 200 milligram verarmd uraniumstof inademen of 50 milligram via voeding in zich opnemen. De internationaal aanbevolen norm voor opname van verarmd uranium is 0,035 milligram per dag voor de burgerbevolking en 2 milligram per dag voor werknemers in de nucleaire sector. Deze laatstgenoemde waarde is de beroepsblootstellingslimiet voor verbindingen van oplosbaar natuurlijk uranium (0,2 mg/m3) aan een ademhalingsverhouding van 9,6 m3 per werkdag van acht uur, en gebaseerd op chemische giftigheid. Een ballistische studie van het Amerikaanse leger vermeldde dat 0,2 milligram per dag de limiet is voor opname van deeltjes van verarmd uranium door leden van de burgerbevolking.

## Voorzorgsmaatregelen
Balansgewichten van verarmd uranium worden volledig omhuld met een plaat van cadmium, dit ter bescherming tegen stralingsgevaar en tegen de oxidatie van het verarmd uranium. De Amerikaanse Federal Aviation Administration (FAA) erkende dat er een gezondheidsrisico ontstaat in geval van een ongeval waarbij de balansgewichten beschadigd geraken of vuur vatten. Een FAA-circulaire vermeldt: "Het is niet toegestaan de bekleding te doorboren. Vermijd het inademen of opslokken van deeltjes van balansgewichten die in beschadigde toestand gevonden worden of van beschadigde of verdwenen cadmiumbekleding. Indien het noodzakelijk wordt om de balansgewichten te hanteren, moeten de volgende voorzorgen worden genomen:
- Het personeel dat de balansgewichten hanteert moet handschoenen dragen.
- Een industriële oogbeschermingsbril moet worden gedragen.
- Een stofmasker moet worden gedragen om de opname van radioactieve stofdeeltjes te voorkomen.

Handschoenen, inpakmateriaal, stofkledij, stofmaskers of elk ander artikel dat gebruikt wordt bij het hanteren van beschadigde balansgewichten, moet opzij gelegd worden, passend als radioactief afval geëtiketteerd worden en overeenkomstig opgeruimd worden."
Voor militairen die munitie van verarmd uranium hanteren, zijn er gelijkaardige reglementeringen opgesteld.
Vergeleken met de natuurlijke achtergrondstraling lijkt het heel onwaarschijnlijk dat iemand door extern contact met vaste munitieresten een significante dosis straling oploopt. Dat neemt niet weg dat iedere vermijdbare blootstelling aan straling in principe ook beter zo veel mogelijk vermeden moet worden.

## Milieuverontreiniging

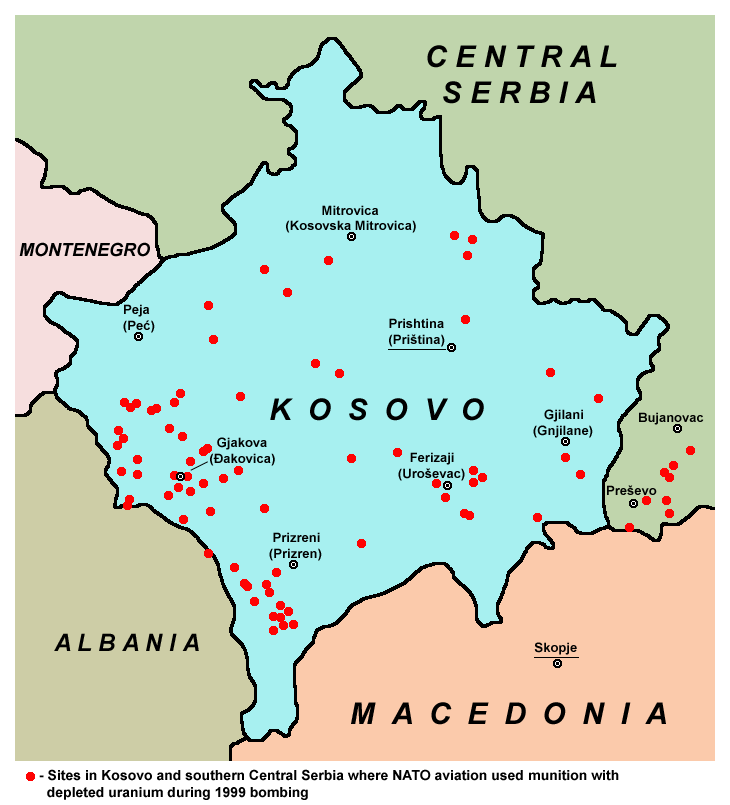

Over de effecten van verarmd uranium op de natuurlijke omgeving bestaan nog veel onduidelijkheden.
Een NAVO-handleiding uit 1992 vermeldt: "Het vrijkomen van verarmd uranium in de vorm van stof, in de grootteorde van enkele grammen per vierkante meter, kan een effect hebben op planten en grazend vee. De stofdeeltjes van verarmd uranium kunnen daardoor worden opgenomen door de mens wanneer het in de voedselketen wordt opgenomen." Volgens stralingsbioloog en professor in openbare gezondheid dr. Keith Baverstock (Kuopio Universiteit, Finland) is er geen grootschalig volksgezondheidsprobleem wanneer de deeltjes van verarmd uranium uiteindelijk in het grondwater belanden. Chemische toxiciteit van verarmd uranium wordt, wat betreft het cultiveren van besmette grond en het gebruik van besmet water en voedsel, door het IARC als het belangrijkste gezondheidsprobleem gezien, eerder dan de blootstelling aan de radioactiviteit ervan. Op basis van onderzoek op specifieke zones waar projectielen met verarmd uranium insloegen concludeerde UNEP, het VN-Milieuprogramma, dat de belangrijkste gezondheidsrisico's in de getroffen Balkanlanden van toxicologische aard zijn, aangezien verarmd uranium een zwaar metaal is dat zich kan ophopen in het menselijk lichaam. De radiologische risico's zouden volgens UNEP niet significant zijn, en minder dan of gelijk aan de achtergrondstraling. Op grond van het voorzorgsprincipe en op de bestaande wetenschappelijke onzekerheid aangaande het gedrag van verarmd uranium in het milieu, vraagt UNEP risico-inperkende maatregelen zoals beperking van de toegang tot zones, opruiming van oorlogsrestanten en lange termijn monitoring van het grondwater.
Impact op zachte doelen, typisch voor aanvallen vanuit de lucht, neigen ertoe de verarmd uranium- penetrators gedeeltelijk intact te laten, omdat het overgrote merendeel zijn doel mist. In Servië vuurden de A-10 vliegtuigen meer dan 31 000 30mm verarmd-uraniumprojectielen af. UNEP rapporteerde in 2001 dat de corroderende penetrators hiervan waarschijnlijk het grondwater en de drinkwatervoorraden zullen besmetten en daarom moeten worden verwijderd. De penetrators die hun doel missen, corroderen gaandeweg, waarbij ze fragmenten en deeltjes vormen die een variatie van verarmd uraniumoxiden en combinaties met carbonaten bevatten waarvan de grootte varieert van enkele millimeters tot minder dan een miljoenste van een meter. In de bodem van de Balkanlanden zullen 25 tot 35 jaar na hun vrijgeving aan het milieu, geen verarmd-uraniumpenetrators meer worden aangetroffen. In plaats van metalen penetrators zullen er besmette plekken gevonden worden die vervalproducten van verarmd uranium bevatten.
Door het afvuren van projectielen tijdens gewapende conflicten bleef in 1985 een onbekende hoeveelheid verarmd uranium achter in de zee voor de Israëlische kust. Door de Golfoorlog van 1991 bleef 286 ton verarmd uranium achter in Irak en Koeweit. In Bosnië (1994-1995) werd 3260 kilogram gebruikt, in Kosovo, Servië en Montenegro 9450 kilogram (1999) en tijdens de Irakoorlog van 2003 naar schatting 136 ton.

## Factor in Golf- en Balkansyndroom?
Rond het jaar 2000 ontstond commotie omdat de verdenking rees dat verarmd uranium een rol speelde bij het ontstaan van wat men het Golfsyndroom en het Balkansyndroom heeft genoemd. Van het slagveld terugkerende soldaten meldden allerlei ziekten, waaronder zeldzame zoals (non-)hodgkinlymfoom. Sinds 2008 krijgen zieke Italiaanse militairen of hun nabestaanden een schadevergoeding uitbetaald wanneer aangetoond wordt dat de besmetting met verarmd uranium verband hield met hun militaire dienst.